# Конвой Рабаул – Трук (30.07.1943 – 02.08.1943)
Конвой Рабаул – Трук (30.07.1943 – 02.08.1943) – японський конвой часів Другої Світової війни, проведення якого відбувалось у липні – серпні 1943-го. 
Конвой сформували у Рабаулі – розташованій на острові Нова Британія головній передовій базі японців у архіпелазі Бісмарка, з якої вони провадили операції на Соломонових островах та сході Нової Гвінеї. Пунктом призначення при цьому був важливий атол Трук у східній частині Каролінських островів, що до лютого 1944-го був головною базою Імперського флоту в Океанії. 
До складу конвою увійшли переобладнаний гідроавіаносець «Кунікава-Мару» (з весни 1943-го курсував між Японією та Рабаулом для доставки літаків) та транспорт «Хакусан-Мару», тоді як охорону забезпечували есмінці «Юнагі» та «Мінадзукі» (обидва прямували до Японії для ремонту пошкоджень).
30 липня 1943-го кораблі вийшли із Рабаулу. Хоча на комунікаціях до та з архіпелагу Бісмарку традиційно діяли американські підводні човни, проет на цей раз конвой пройшов по маршруту без інцидентів та 2 серпня досягнув Труку.